# Microhierax
Microhierax is een geslacht van vogels uit de familie valkachtigen (Falconidae).

## Soorten
Het geslacht kent de volgende soorten:
- Microhierax caerulescens – Roodbroekdwergvalk
- Microhierax erythrogenys – Filipijnse dwergvalk
- Microhierax fringillarius – Musvalk
- Microhierax latifrons – Borneodwergvalk
- Microhierax melanoleucos – Bonte dwergvalk